# Franz Kandolf
Franz Kandolf (6. listopadu 1886 Mnichov – 19. července 1949 Mnichov) byl německý katolický kněz a spolupracovník nakladatelství Karl-May-Verlag.
Spolu s tehdejším majitelem nakladatelství, Eucharem Albrechtem Schmidem (1884-1951), prováděl Kandolf změny v dílech Karla Maye pro vydávání v jeho sebraných spisech, neboť se oba domnívali, že takto upravená díla budou lépe působit na čtenáře. Tyto úpravy byly v pozdějších vydáních zčásti zrušeny, protože čtenáři i odborníci poukazovali na to, že v mnoha směrech odporují Mayovým uměleckým záměrům (zvláště sporné změny se týkaly náboženských nebo rasových a nacionalistických pasáží). Zjednodušené texty od Schmida a Kandolfa však pravděpodobně přispěly ke stále trvajícímu úspěchu Mayových děl.
Kandolf také napsal pokračování jediného nedokončeného románu Karla Maye Na věčnosti (Am Jenseits) pod názvem V Mekce (In Mekka). Pokračování vyšlo roku 1923 a dnes je zařazeno jako padesátý svazek do Mayova souborného díla, vydávaného v nakladatelství Karl-May-Verlag, ačkoliv je v něm od Maye pouze první kapitola. Franzi Kandolfovi se ale podařilo ve svém pokračování nejen příběh velice uspokojivě uzavřít, ale také udržet sloh, napětí a atmosféru Mayova originálu.